# Aufseß
Aufseß è un comune tedesco di 1 352 abitanti, situato nel land della Baviera.

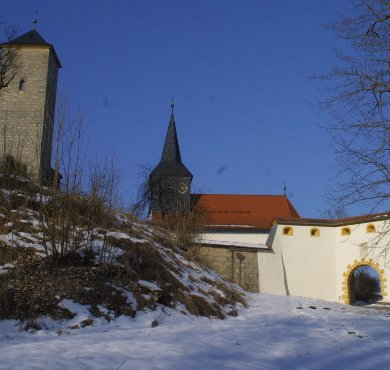
Il Castello di Aufseß